# SYNOP
SYNOP је облик кодираног метеоролошког извештаја. То је стандард Светске метеоролошке организације (WMO) за емитовање приземних временских информација.
Име SYNOP потиче од скраћеног назива енгл. SYNOPtic observations, синхроно оптичко осматрање. Израз "синоптичко" потиче из грчког језика, из речи синхроно (грч. σιν + χρόνος, syn - заједно + chronos - време, у значењу истовремено или временски усклађено) и оптичко (грч. οπτικός - оптичко, видно).
Извештаји са осматрања се емитују периодично, типично на 3 сата на метео сајтовима и на 6 сати преко телепринтера и других уређаја на кратким радио-таласима (првенствена намена је за поморске службе).
Цео извештај се састоји од бројева (или разломачких црта кад недостаје податак), па стога ово кодирање није читљиво као METAR, али је згодније за компјутерску обраду (постоји доста програма за ту намену). Извештај је подељен у фиксне 5-елементне групе, а неке групе имају фиксне ознаке. Ове групе су разврстане у 6 секција:
- 000 - идентификација и локација
- 111 - земаљско осматрање
- 222 - поморско осматрање
- 333 - климатски подаци
- 444 - облаци испод нивоа станице
- 555 - подаци за националну употребу

Секције 0 и 1 нису посебно означене. Осталим секцијама претходе 3-цифрени бројеви 222, 333, 444 и 555. Наравно, не јављају се све секције у извештају - земаљске станице очигледно неће користити секцију 222.

## Састав извештаја
Типичан извештај се састоји најчешће само од секција 000 и 111. Остале секције се додају по потреби.
| Тип         | Време       | ID          | Видљ.       | Ветар       | Темп.       | Т.росе      |             |             | Тренд       | Падавине    | Тренутно    | Облаци      | Клима       | Макс. Т     |
| ----------- | ----------- | ----------- | ----------- | ----------- | ----------- | ----------- | ----------- | ----------- | ----------- | ----------- | ----------- | ----------- | ----------- | ----------- |
|             | 20181       | 13388       | 11697       | 83501       | 10038       | 20020       | 39973       | 40226       | 50001       | 69902       | 72162       | 885//       | 333         | 10072       |
| Секција 000 | Секција 000 | Секција 000 | Секција 111 | Секција 111 | Секција 111 | Секција 111 | Секција 111 | Секција 111 | Секција 111 | Секција 111 | Секција 111 | Секција 111 | Секција 333 | Секција 333 |

###AAXX - Тип извештаја
- - означава да следи извештај са земаљске станице.
- - означава да следи извештај са бродске станице. Формат је незнатно другачији и овде се неће разматрати.

### 20181- Датум, време и тип ветра
- 20181 - Датум у месецу.
- 20181 - Време осматрања, изражено у UTC.
- 20181 - Представља индикатор типа ветра. Могуће вредности су
  - 0 (у , процењена вредност).
  - 1 (у , са анемометра).
  - 2 (у чворовима, процењена вредност).
  - 3 (у чворовима, са анемометра).

### 13388 - Идентификација станице
- Ознака станице је по WMO. Нпр, 13388 (Ниш), 13274 (Београд), 13272 (аеродром Београд), 13376 (Краљево), 15614 (Софија) итд.

### 11697 - Индикације падавина и типа станице и видљивост
- 11697 - Индикатор падавина: падавине само у групи 1. Могуће вредности су од 0 до 4.
- 11697 - Индикатор типа станице: станица са посадом, временска група укључена. Могуће вредности су од 1 до 7 (станице са људском посадом или аутоматске).
- 11697 - Најнижа осмотрена база облака: 1000-1500 m. Могуће вредности су од 0 (висина 0-50 m) до 9 (преко 2500 m) или разломачка црта (/) за непознату вредност.
- 11697 - Видљивост: 10 km. Могуће вредности су од 00 (мања од 0,1 km) до 99 (већа од 50 km) или две разломачке црте (//) за недостајући податак.

### 83501 - Облачност и ветар
- 83501 - Укупна облачност: 8/8. Могуће вредности су од 0 (0/8, ведро) до 8 (8/8, облачно), 9 (небо засењено) или разломачка црта (нема осматрања).
- 83501 - Правац ветра изражен у десетицама степени: 350 степени.
- 83501 - Брзина ветра изражена у јединицама које су дефинисане у групи Датум: 1 m/s.

### 10038 - Температура
- 10038 - Ознака групе (тј. група 1 - температура). Ове ознаке су увек на почетку групе и не мењају се.
- 10038 - Предзнак (0 = позитивна, 1 = негативна)
- 10038 - Температура изражена у 0,1 степен Целзијуса: 3,8 степени.

### 20020 - Тачка росе
- 20020 - Ознака групе
- 20020 - Предзнак температуре (0 = позитивна, 1 = негативна, 9 = релативна влажност)
- 20020 - Температура изражена у 0,1 степен Целзијуса (ако је предзнак 9, онда је приказана релативна влажност): 2 степена.

### 39973 - Барометарски притисак
- 39973 - Ознака групе
- 39973 - Барометарски притисак изражен у 0,1 mb (милибара): 997,3 mb. Испуштена је цифра хиљаде; ако је уместо последње цифре разломачка црта, онда су приказани цели милибари.

### 40226 - Сведени притисак
- 40226 - Ознака групе
- 40226 - Притисак сведен на морски ниво (MSLP) изражен у 0,1 hPa (hektopaskala): 1022,6 hPa. Испуштена је цифра хиљаде; ако је уместо последње цифре разломачка црта, онда су приказане целе јединице.

### 50001 - Тренд промене притиска у току 3
- 50001 - Ознака групе
- 50001 - Расте, затим опада. Могућа вредност је од 0 до 8:
  - 0 - расте, затим опада - резултујући притисак исти или повишен
  - 1 - расте, затим стабилан - резултујући притисак повишен
  - 6 - опада, затим стабилан - резултујући притисак снижен ...
- 50001 - промена притиска за 3 сата изражен у 0,1 mb.

### 69902 - Падавине (у течном облику)
- 69902 - Ознака групе
- 69902 - Количина падавина у mm. Могуће вредности су од 001 (1 mm, 2 mm итд) до 999 (990 = траг, 991 = 0,1 mm... 999 = 0,9 mm)
- 69902 - Период мерења, од 1 до 9 или разломачка црта:
  - 1 - 6 сати
  - 2 - 12 сати
  - / - 24 сата

### 72162 - Тренутно и прошло време
- 72162 - Ознака групе
- 72162 - Тренутно време: киша. Могуће вредности су од 00 (ведро) до 99.
- 72162 - Прошло време 1: киша
- 72162 - Прошло време 2: небо више од половине прекривено облацима
- Обе вредности су из исте табеле, у распону 0-9.

### 885// - Информације о типу облака
- 885// - Ознака групе
- 885// - Количина ниских облака (8/8). Ако нема ниских, даје се количина средњих облака.
- 885// - Тип ниских облака: стратокумулус. Вредности могу бити од 0 (нема ниских облака) до 9 или разломачка црта кад нема осматрања због мрака или засењења.
- 885// - Тип средњих облака: није осмотрено. Вредности могу бити од 0 (нема средњих облака) до 9 или разломачка црта кад нема осматрања због мрака или засењења.
- 885// - Тип високих облака: није осмотрено. Вредности могу бити од 0 (нема високих облака) до 9 или разломачка црта кад нема осматрања због мрака или засењења.

### 333 - Секција 333
- 333 - Ознака секције, специјални или климатски подаци. Иза ознаке секција следе подаци.

### 10072 - Максимална температура у претходна 24
- 10072 - ознака групе
- 10072 - предзнак (0 = позитивна, 1 = негативна)
- 10072 - максимална температура у 0,1 степен Целзијуса: 7,2 степена.